# Sant’Andrea del Garigliano
Sant’Andrea del Garigliano – miejscowość i gmina we Włoszech, w regionie Lacjum, w prowincji Frosinone.
Według danych na rok 2004 gminę zamieszkiwało 1589 osób, 99,3 os./km².